# Капитановци
Капита̀новци е село в Северозападна България, област Видин, община Видин. Намира се в плодородната Видинска низина. Разположено е североизточно от общинския център.
Капитановци е третото по население село в общината след селата Градец и Покрайна.

## История
За местните жители името Капитановци има пряка връзка с месторазположението на селото. То се намира на 6 километра северозападно от Видин върху въздигната над Видинската низина тераса, с добра видимост от града и съседните села. Нарекли го Капитановци, защото „стърчи, изпъква над другите села като капитан над Войници“. Другото предание говори, че в селото живял някога неустрашим борец срещу турците с прякор Капитан. И двете версии водят към съществителното име капитан и широко разпространения модел за селищни имена от жителски имена – т.е. хората на капитан=Капитановци. По същия словообразувателен модел от лични имена или прякори са днешните Неговановци, Бранковци, Синаговци, Ивановци, Полетковци, Раяновци и др.
В стопанския и административен живот на района, регистриран в документи, намираме Капитановци след 1721 г. Това е време на развитата вече система на чифликчийска собственост върху земята. Собственици на чифлици ставали предимно турци – служители в армията, администрацията и стопанския живот. Те очертавали границите на владенията си и по „законен“ път получавали вещно право върху тях. Имало случаи части от обработваемите земи на селата, пасища и реки да влизат в границите на чифлика и местната българска рая да ползва под аренда собтвените си ниви или да работят като ратаи в чифлишките стопанства. В едно и също време с Капудановче (Капитановци) в документи намираме Керим бей чифлик (дн. Покрайна), Шейх чифлик (дн. Антимово), Омер ага чифлик (дн. Ботево) и други големи и малки чифлици на територията на днешната Видинска област – 118 броя, определени по място и време, и още 60 нелокализирани.
В 1792 г. при с. Капитановци е имало твърде богат чифлик, оценен на голямата за онова време сума от 25 хиляди гроша. За сравнение в 1782 г. Симеон, син на Митре от с. Капудановче, оставя имущество, оценено на 169 гроша, от които: в брой 30 гроша, лозе за 20 гроша, 40 овце за 60 гроша, вол за 10 гроша и т.н.
Независимо от чифлика село Капудановче съществува като самостоятелна юридическа единица. В 1759 г. то е представено във вилаетския център за разпределяне на данъците върху раята от Никола, син на Курубалък, а през 1771 г. по същата причина там се явяват Станко и Павле кнез. Очевидно и тримата са част от „селския елит“, който се ползва с доверието на съселяните си и уважението на властите.
Между изброените 23 села в един документ за разпределена повинност на село Капудановче е наредено да предаде 138 греди за Видинската крепост. Количеството на този вид повинност поставя през 1752 г. селото на второ място (вероятно по брой на население и възможност).
През 1721/2 г. В селото са регистрирани 1 пъдар, 4 овчари, 2 шивачи, 1 колар и 1 мутафчия. На следваща 1743/4 г.: 8 овчари, 2 шивачи, 2 воденичари и 2 свещеника. Регистрацията на двама свещеника говори за селище с голяма енория.
Какви преживелици са сполетели селото след тази регистрация е трудно да определим. В една молба до мютосерифа от 1854 г., подпечатана от Никола Перво, първи кмет на с. Капитановци, Петре, син на Белчо, втори кмет на с. Капитановци, и Иван Бадаляк, се настоява властта да разпореди „5 домакинстВа от тези, които са се преместили от Влашко във Видин“, и самоволно се настанили в мерата на село Капитановци „да отидат и да се настанят В село Ивановци, посочено им от властта“. Искането се мотивира със: „селото ни се състои от повече от 20 домакинства и мерата ни даже за добитъка не е достатъчна. Продължаването на пребиваването на споменатите домакинства в никакъв случай не може да бъде уместно поради притеснението, в което ние сме поставени.“
В молбата като стопани на петте домакинства – пришълци, са посочени лицата Стоян, Митрика и Петре.
В съкратен регистър на царевиците на село Ново село Ивановци, спадащо към Видинска околия, за 1870 г. има списък на стопаните, произвели царевица през съответната година, и между тях липсват имената на посочените в молбата от Капитановци пришълци...
Стари родове: Бикулещи, Филипещи, Марковите, Бугаревите и Митулещи. Пришълци отпреди Освобождението: Марковите от Търновско, Найденови и Денови от с. Грамада, Кулско, Христови от с. Слана бара, Чинковите и Флоринейови от Сърбия, Белчевите, Митулещи, Църянещи и др. от Влашко.
По време на колективизацията в селото е създадено Трудово кооперативно земеделско стопанство „Георги Димитров“ по името на комунистическия диктатор Георги Димитров. След Кулските събития през март 1951 година 1 семейство (8 души) от селото е принудително изселено от комунистическия режим. През 1958 година местни жители пребиват изпратени в селото комунистически агитатори.

## Население
| \| Година на преброяване \| Численост \| \| --------------------- \| --------- \| \| 1880 \| 870 \| \| 1910 \| 1515 \| \| 1934 \| 1776 \| \| 1956 \| 1884 \| \| 2003 \| 1322 \| \| 2021 \| 878 \| |           |
| Година на преброяване | Численост |
| 1880 | 870       |
| 1910 | 1515      |
| 1934 | 1776      |
| 1956 | 1884      |
| 2003 | 1322      |
| 2021 | 878       |

Преброяване на населението през 2011 г.
Численост и дял на етническите групи според преброяването на населението през 2011 г.:
|                     | Численост | Дял (в %) |
| Общо                | 1061      | 100,00    |
| Българи             | 1008      | 95,00     |
| Турци               | 0         | 0,00      |
| Цигани              | 22        | 2,07      |
| Други               | 6         | 0,56      |
| Не се самоопределят | 0         | 0,00      |
| Неотговорили        | 24        | 2,26      |

## Забележителности
Около селото има запазени в автентичния им вид редути, част от укрепленията на някогашната видинска крепост. В центъра на селото се намира сградата на кметството, читалището, парка и площада. В близост се намира и църквата „Света Троица“, която е втора по големина в областта след видинската катедрала „Свети Димитър“. В църквата в селото рисува дебърският зограф Кръсто Янков.
Стадионът в селото не е в много добро състояние. Училището е затворено през 2006 година.
На мястото на парка в миналото е било разположено селското гробище, което по-късно е преместено в края на селото.

## Читалище
Местното Народно читалище „Самообразование – 1927“ е основано през 1927 г.
Към него понастоящем действа ансамбъл за автентичен фолклор „Здравец“, възстановен на 1 юли 2008 г. след дълго прекъсване. Част от танцьорите са членове на стария състав. Всички танцьори са млади хора, които искат да представят специфичните влашки хорá и обичаи на Видинския край.
През 1966 г. към читалището е създаден състав за автентичен фолклор, който става носител на редица награди, в това число златни медали от републикански фестивали и национални събори:
- 1979 г. – 5-и Републикански фестивал, 1 златен и 1 бронзов медал
- 1981 г. и 1986 г. – Национален събор в Копривщица, златни медали
- 1984 г. – 6-и Републикански фестивал, 1 златен и 1 сребърен медал
- 2000 г. – 8-и национален събор за народно творчество, Копривщица, отличие
- 2000 г. – Общобългарски събор за народно творчество „Рожен 2000“, плакет и грамота за 1-во място
- 2001 г. – Национален фестивал на етносите, Русе, статуетка и грамота

Танцовият състав гостува неколкократно в Сърбия и Румъния и участва на редица международни фестивали на влашката песен и танци. През 2001 г. читалището провежда Първи международен влашки фестивал „Капитановци 2001“, финансиран от Евробългарския център при Министерството на културата.
След няколкогодишно прекъсване от юли 2008 г. танцовият състав към читалището възобновява своята дейност под името „Здравец“. През 2008 г. съставът има следните участия:
- 16 август 2008 г. – грамота от летни фолклорни празници, Копривщица
- 5 септември 2008 г. – Фолклорен фестивал „От Дунав до Балкана“, Борово, Голямата награда на фестивала и купа за първо място
- 10 октомври 2008 г. – Международен конгрес за културна идентичност, Тимишоара, Румъния (чрез влашката асоциация)
- 26 октомври 2008 г. – участие в Димитровден (празника на Видин)
- 6 декември 2008 г. – участие с културна програма в Румънското посолство

## Редовни събития
На 14 февруари се празнува Трифон Зарезан. Хората зарязват лозата на специална церемония с пожелание за здраве и берекет.
Седмица преди Великден, на Лазаровден, момичета от селото лазаруват по къщите.
Съборът на селото се провежда през юни, на празника на Свети Дух. След няколкогодишно прекъсване тази традиция е подновена през 2008 година.

## Личности
- Пламен Симеонов (р. 1961) – строителен предприемач
- Йоница Николов (1862 – 1937) – богат търговец и политик, известен с множестово си крупни дарения. Благодарение на неговата добродетелност са построени черквата и училището в родното му село Капитановци, както и старческият приют във Видин (по-късно Хигиенно-епидемиологичен институт). Влиятелен стамболовист, избиран за народен представител.
- Йон Върбанов (1884 - 1930) - кмет

## Местности
В с. Капитановци, общ. Видин кадастралните местности са:
- Край село
- До мелницата
- Ливадите
- Зад бахчата
- Алваджийски път
- Бунарски път
- Неговановски път
- Тулийски път
- Делници
- Кантона
- Падината
- Тулия
- Лозята
- Неговановски хотар
- Малините